# اگلی‌پریستون
اگلی‌پریستون (به انگلیسی: Aglepristone) با فرمول شیمیایی C۲۹H۳۷NO۲ یک ترکیب شیمیایی با شناسه پاب‌کم ۱۴۱۵۳۲۷۹ است. که جرم مولی آن ۴۳۱٫۶۰۹۵۸ گرم بر مول می‌باشد.